# Tikvara
Le parc naturel de Tikvara (en serbe : Park prirode Tikvara et Парк природе Тиквара) est une aire protégée de Serbie. Il se trouve sur le territoire de la municipalité de Bačka Palanka dans la province de Voïvodine.

## Géographie
Le parc naturel de Tikvara est situé sur la rive gauche du Danube, entre les kilomètres 1 297 et 1 305 de ce fleuve. Il s'élève à une altitude comprise entre 78,6 m et 82,8 m et il couvre une superficie de 5,08 km2, dont 397 ha de forêt et 42 ha de marécages. Une zone protégée, plus vaste, s'étend autour du parc ; elle couvre une superficie de 33,27 km2.